# Pálovice
Pálovice település Csehországban, a Třebíči járásban. Pálovice Báňovice, Dešná, Budíškovice, Menhartice és Jemnice településekkel határos. Lakosainak száma 163 fő (2024. január 1.).

## Népesség
A település lakosságának változását az alábbi diagram mutatja:
| Lakosok száma | 303  | 340  | 321  | 244  | 190  | 168  | 168  | 163  | 161  | 163  |
|               | 1869 | 1900 | 1921 | 1961 | 1980 | 2011 | 2016 | 2019 | 2021 | 2024 |